# HK Astana
Hokejový klub Astana (dříve známý jako Barys-2) je hokejový tým, který soutěží v Kazašské lize ledního hokeje. Tým byl založen roku 2008, v barvách má modrou a bílou. Tým hraje ve Sportovním paláci v Kazachstánu s kapacitou 5332 diváků. Tým také slouží jako farma pro klub Barys Astana.   

## Údaje
- Liga – Kazašská liga ledního hokeje
- Založení – 2008
- Aréna – Sportovní palác (kapacita: 5332 diváků)
- Barvy – Modrá a Bílá